# هنري دبليو. رايت
هنري دبليو. رايت (بالإنجليزية: Henry W. Wright)‏ هو سياسي أمريكي، ولد في 4 مارس 1868، وتوفي في 19 أغسطس 1948. انتخب عضو جمعية ولاية كاليفورنيا.